# Bucaramanga

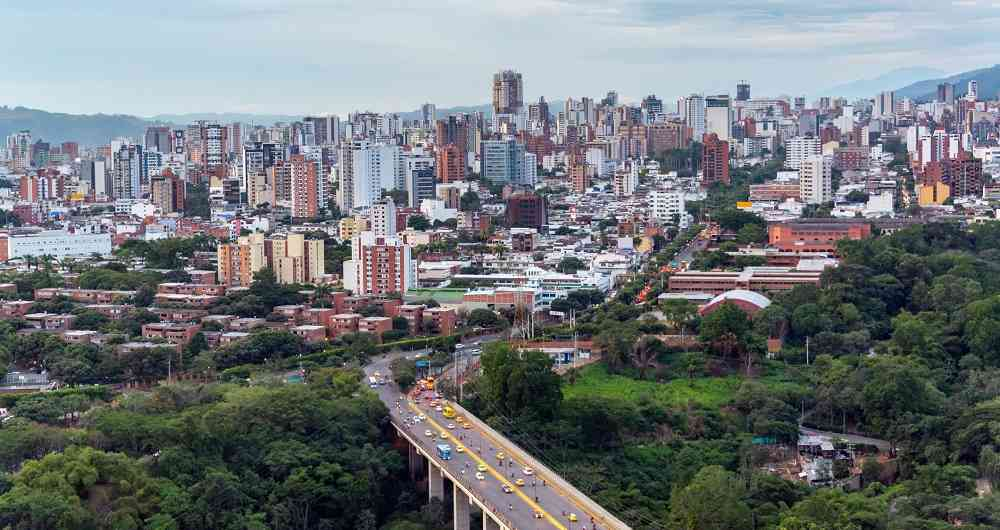
Bucaramanga

Bucaramanga ist die Hauptstadt und eine Gemeinde (municipio) im Departamento Santander in Kolumbien. Sie liegt ca. 410 km nordöstlich von Bogotá.
Bucaramanga bildet zusammen mit Floridablanca, Girón und Piedecuesta die Metropolregion Bucaramanga.
Bucaramanga nennt sich La ciudad bonita de Colombia („Die schöne Stadt Kolumbiens“) und verfügt über eine große Anzahl an öffentlichen Parkanlagen sowie viele Grünzonen. Bucaramanga ist nach Einwohnerzahl die fünftgrößte Metropolregion (nach Bogotá, Cali, Medellín und Barranquilla) und die zehntgrößte Gemeinde Kolumbiens sowie Sitz eines Erzbistums.

## Geographie

### Geographische Lage
Die Stadt liegt auf einer Hochebene der Ostkordillere der kolumbianischen Anden, der Meseta de Bucaramanga, welche im Osten durch einen Gebirgszug und im Westen durch die Schlucht des Río de Oro begrenzt wird.
Die Stadt hat insbesondere in ihrem westlichen Teil große Probleme mit der Erosion an den Rändern der Hochebene.
Die Gemeinde liegt im Norden Santanders in der Provincia de Soto und grenzt im Norden an Rionegro, im Osten an Matanza, Charta und Tona, im Süden an Floridablanca und im Westen an Girón.

### Stadtgliederung
Die Stadt ist in 17 Stadtbezirke (comunas) unterteilt, die wiederum in 1341 Blöcke (manzanas) und etwa 200 Viertel (barrios) unterteilt sind. Das ländliche Gebiet der Gemeinde Bucaramanga besteht aus drei corregimientos, die wiederum in 25 veredas (ländliche Verwaltungsuntereinheiten) unterteilt sind.
1. Norte
2. Nororiente
3. San Francisco
4. Occidente
5. García Rovira
6. Concordia
7. Ciudadela Real de Minas
8. Suroccidente
9. Pedregosa
10. Provenza
11. Sur
12. Cabecera del Llano
13. Oriente
14. Morrorico
15. Centro
16. Lagos del Cacique
17. Mutis

Comunas von Bucaramanga

Das wirtschaftliche Zentrum der Stadt, Cabecera del Llano, besitzt mehrere Einkaufszentren, Geschäfte, Bars und sogar – für Kolumbien selten – eine kleine Fußgängerzone. Im Laufe der letzten Jahre hat sich zudem ein direkt südlich an Bucaramanga angrenzender Stadtteil der Nachbargemeinde Floridablanca mit den Einkaufszentren Cañaveral und La Florida als weiteres Zentrum etabliert.

### Metropolregion

Metropolregion Bucaramanga

Mit der Bildung von Metropolregionen versucht die kolumbianische Regierung, die Planungen und Absprachen nah beieinander liegender Städte zu steuern. Dazu bilden eine Kernstadt und mehrere angrenzende und von dieser Kernstadt abhängige Städte eine Planungsregion. Bucaramanga wurde 1981 Metropolenregion mit den Städten Girón und Floridablanca. 1985 kam dann noch Piedecuesta dazu.

### Klima
Die mittlere Jahrestemperatur beträgt 23 Grad Celsius und der mittlere Jahresniederschlag 1041 Millimeter.
|                       | Jan  | Feb  | Mär  | Apr  | Mai  | Jun  | Jul  | Aug  | Sep  | Okt  | Nov  | Dez  |   |      |
| Mittl. Tagesmax. (°C) | 25,1 | 25,2 | 25,2 | 25,2 | 25,4 | 25,4 | 25,6 | 25,8 | 25,7 | 25,1 | 24,6 | 24,8 | ⌀ | 25,3 |
| Mittl. Tagesmin. (°C) | 18,4 | 18,7 | 18,9 | 18,9 | 18,7 | 18,7 | 18,4 | 18,4 | 18,2 | 18,2 | 18,3 | 18,3 | ⌀ | 18,5 |
|                       |      |      |      |      |      |      |      |      |      |      |      |      |   |      |
| Niederschlag (mm)     | 58   | 80   | 121  | 136  | 112  | 82   | 88   | 84   | 100  | 144  | 117  | 54   | Σ | 1176 |
|                       |      |      |      |      |      |      |      |      |      |      |      |      |   |      |
| Sonnenstunden (h/d)   | 6,3  | 5,6  | 4,5  | 4,3  | 4,7  | 5,0  | 4,9  | 4,4  | 4,7  | 4,3  | 4,3  | 6,1  | ⌀ | 4,9  |
|                       |      |      |      |      |      |      |      |      |      |      |      |      |   |      |
| Regentage (d)         | 8    | 10   | 14   | 17   | 18   | 17   | 18   | 19   | 18   | 19   | 14   | 9    | Σ | 181  |
|                       |      |      |      |      |      |      |      |      |      |      |      |      |   |      |
| Luftfeuchtigkeit (%)  | 78   | 78   | 82   | 82   | 83   | 82   | 80   | 80   | 81   | 83   | 84   | 80   | ⌀ | 81,1 |

| 18,4 |

| 18,7 |

| 18,9 |

| 18,9 |

| 18,7 |

| 18,7 |

| 18,4 |

| 18,4 |

| 18,2 |

| 18,2 |

| 18,3 |

| 18,3 |

| 18,4 |

| 18,7 |

| 18,9 |

| 18,9 |

| 18,7 |

| 18,7 |

| 18,4 |

| 18,4 |

| 18,2 |

| 18,2 |

| 18,3 |

| 18,3 |

## Bevölkerung
Die Gemeinde Bucaramanga hat 528.610 Einwohner, von denen 522.353 im städtischen Teil (cabecera municipal) der Gemeinde leben (Stand: 2019). In der Metropolregion leben 1.160.243 Menschen.

## Bildung
Die Stadt besitzt einige Universitäten, darunter:
- Universidad Industrial de Santander
- Universidad Autónoma de Bucaramanga (UNAB)
- Universidad de Santander (UDES)
- Unidades Tecnológicas de Santander (UTS)
- Universidad Santo Tomás
- Universidad Pontificia Bolivariana

## Wirtschaft und Infrastruktur

### Industrie und Handel
Bucaramanga besitzt ein modernes Messegelände, CENFER, auf dem mehrmals im Jahr regionale und überregionale Messen bzw. Ausstellungen stattfinden. Die Wirtschaftskraft lebt vor allem von kleineren und mittleren Betrieben.

### Verkehr
Von hier führen Hauptstraßen in den Nordosten nach Cúcuta, in den Norden nach Santa Marta und in den Süden nach Tunja und weiter nach Bogotá. Die Stadt verfügt auch über einen eigenen Flughafen (Aeropuerto Internacional Palonegro), der auf dem Gebiet der Gemeinde Lebrija liegt. Der Flughafen Flughafen Bucaramanga-Gómez Niño ist außer Betrieb.
Der Bahnhof von Bucaramanga ist heute wohl auch wegen des Darniederliegens der Eisenbahn Kolumbiens ein Slum aus Bretterburgen. Außerdem besitzt Bucaramanga ein öffentliches Bussystem namens Metrolínea nach dem Vorbild des TransMilenio Bogotás, welches neben zahlreichen privaten Busunternehmen fungiert.

## Sport
Der bekannteste Fußballverein der Stadt ist Atlético Bucaramanga, der seine Heimspiele im Estadio Alfonso López austrägt. Der größte Erfolg war das Erreichen der Vizemeisterschaft 1996/97. Nach sieben Spielzeiten in der zweiten Liga wurde der Verein 2015 Meister und schaffte somit den Aufstieg in die erste Liga.

## In Bucaramanga geboren
- Joaquín Garcia Benitez (1883–1958), Erzbischof
- Aurelio Martínez Mutis (1884–1954), Lyriker
- Jacobo Arenas (1924–1990), Politiker und Guerillero
- Jesús Pinzón Urrea (1928–2016), Komponist, Dirigent und Musikethnologe
- Carlos Ardila Lülle (1930–2021), Unternehmer und Industrieller
- Gustavo Martínez Frías (1935–2009), Erzbischof
- Hermán Aceros (1938–2018), Fußballspieler und -trainer
- Beatriz González (* 1938), Malerin
- Roberto Buitrago (* 1939), Radrennfahrer
- Jorge Enrique Jiménez Carvajal (* 1942), Erzbischof
- Fabio Suescún Mutis (* 1942), Militärbischof
- Luis Carlos Galán (1943–1989), Journalist und Politiker
- Horacio Serpa (1943–2020), Politiker, Rechtsanwalt und Präsidentschaftskandidat (Liberale Partei) in Kolumbien
- José Figueroa Gómez (* 1946), Bischof
- Omar Gomez Rey (1957–2022), Maler
- Pedro Manuel Salamanca Mantilla (* 1961), Bischof von Facatativá
- Luis Gabriel Rey (* 1980), Fußballspieler
- Catalina Denis (* 1985), Schauspielerin und Model
- Julian Leal (* 1990), Automobilrennfahrer
- Michael Rangel (* 1991), Fußballspieler
- Nelson Crispín (* 1992), Schwimmer
- Daniela Arias (* 1994), Fußballspielerin
- Martha Bayona (* 1995), Bahnradsportlerin
- Daniel Elahi Galán (* 1996), Tennisspieler
- Andrei Duarte  (* 1999), Tennisspieler
- Lucía Bautista (* 2002), Squashspielerin